# Anja Veterova
Anja Veterova (Ања Ветерова), född 1999 i Skopje, är en makedonsk sångare.

## Karriär
Veterovas första uppträdande i en musikshow var 2004, då hon deltog i barntävlingen Super Svezda, vilken hon var en del av till 2007. 2008 deltog hon i den italienska barntävlingen 51° Zecchino D’Oro (i vilken den maltesiska representanten Nicole Azzopardi deltog 2006) med låten "Come un aquilone". 2009 släppte hon en låt tillsammans med det makedonska rockbandet Parketi (som deltog i Makedoniens uttagning till Eurovision 2008), "Jas te sakam tebe" hette deras låt.

### Junior Eurovision Song Contest
Den 25 september vann Veterova den makedonska uttagningen till Junior Eurovision Song Contest 2010 med låten "Magična pesna". Tvåan Martina Avramoska var hela fyra poäng bakom Veterova, som tog en klar seger. Därmed fick Veterova representera Makedonien i Junior Eurovision Song Contest, som 2010 gick av stapeln i Vitrysslands huvudstad Minsk. I finalen gick Veterova ut som sista artist. Hon fick slutligen 38 poäng, vilket innebar en tolfte plats.

#### Resultat i den nationella finalen
- Poängen är en kombination av telefon- och juryröster, där högsta poäng är 10+10=20

| Nr | Artist               | Låt                       | Poäng | Plats |
| -- | -------------------- | ------------------------- | ----- | ----- |
| 1  | Dino Hridzik         | "Ar en bi do tri"         | 11    | 4     |
| 2  | Martina Avramoska    | "Zapejte"                 | 16    | 2     |
| 3  | Nikola Iliev         | "Za tvoite oci"           | 14    | 3     |
| 4  | Amajlija Stojanovska | "Igraj, skokaj, tancuvaj" | 11    | 4     |
| 5  | Anja Veterova        | "Magična Pesna"           | 20    | 1     |